# Microdus rostratus
Microdus rostratus là một loài Rêu trong họ Dicranaceae. Loài này được (Müll. Hal.) Besch. mô tả khoa học đầu tiên năm 1897.